# Flatkabel

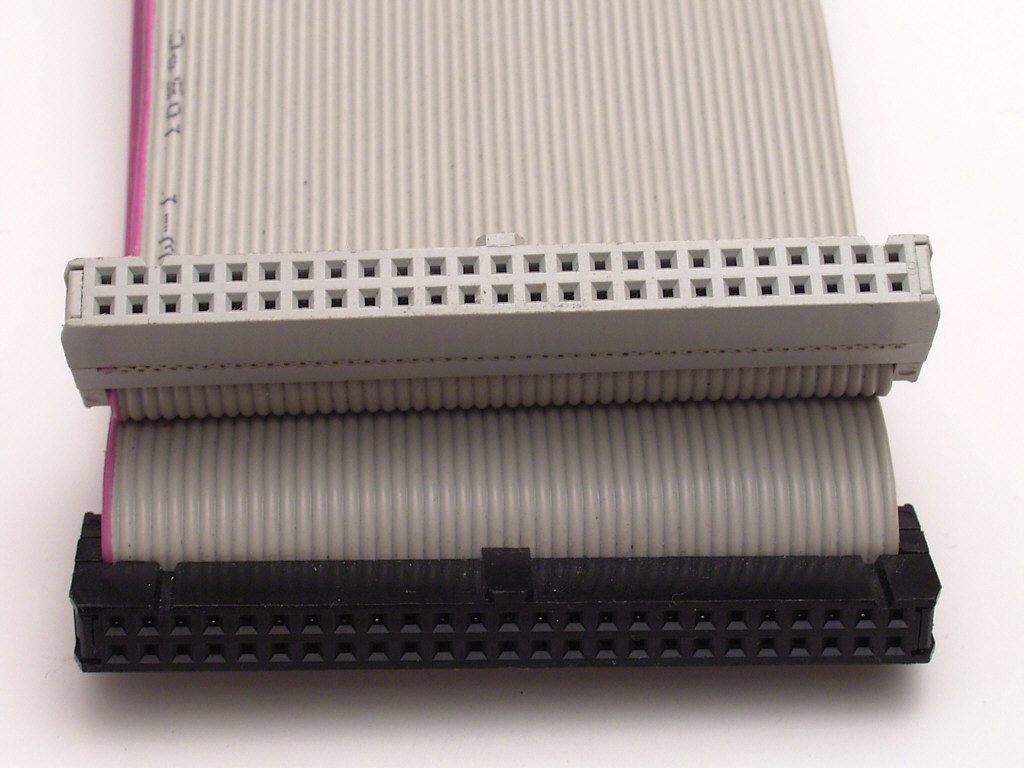
Flatkabel med IDC-don. Den röda markeringen visar tråd nr. 1

Flatkabel, är en typ av elkabel i vilka flera isolerade enskilda ledarna är ingjutna kant i kant, så de ligger sida vid sida. Oftast används plast som material. Antalet ledare bestäms vid beställning.
Kabeln har dåliga egenskaper ifråga om överhörning, skärmning och impedans, varför kabeltypen har vissa begränsningar.

## Användningsområden
Kabeln används vanligen vid överföring av digital information mellan exempelvis kontrollerkort (eller moderkort) och hårddisk.